# Gustavo Petro
Gustavo Francisco Petro Urrego (Ciénaga de Oro, Córdoba, 19 de abril de 1960) es un político, economista y actual presidente de Colombia desde el 7 de agosto de 2022. Es miembro y líder de la coalición política Pacto Histórico.
Desde temprana edad, vivió en Zipaquirá (Cundinamarca), donde fue personero y después concejal. En su juventud militó en el Movimiento 19 de abril (M-19), una guerrilla urbana partícipe del conflicto armado interno de Colombia entre 1974 y 1990 bajo el alias de Aureliano, la cual, tras su desmovilización en 1990, se transformó en la Alianza Democrática M-19, la segunda fuerza política más importante en la Asamblea Constituyente de 1991. Bajo sus siglas, fue electo para ser miembro de la Cámara de Representantes en las elecciones legislativas de 1991.
Fue senador de la república por el Polo Democrático Alternativo (PDA), cargo al que accedió en las elecciones legislativas de 2006. En el 2009, renunció a su cargo para aspirar a la presidencia de Colombia, en las elecciones presidenciales de 2010, en representación del mismo partido. Tras su salida del Polo Democrático, fundó el Movimiento Progresistas (posteriormente Colombia Humana) con el que llegó a la alcaldía de Bogotá para el periodo 2012 a 2015.
En 2020, la Corte IDH emitió un fallo en contra del Estado colombiano por haber destituido de su alcaldía en Bogotá a través de decisión de la Procuraduría General de la Nación en el 2013. En 2018 fue candidato para la presidencia de Colombia por segunda vez: en dichas elecciones ocupó el segundo lugar, permitiéndole ser senador, gracias a la ley de estatuto de oposición, que otorga un escaño a la segunda votación presidencial más alta.
En 2021 fue uno de los fundadores de la coalición Pacto Histórico, compuesta por diversos partidos y movimiento sociales. En la consulta interpartidista por el Pacto Histórico celebrada en marzo de 2022, fue electo como el candidato presidencial de la coalición. En las elecciones presidenciales de 2022, obtuvo la mayor votación con más de ocho millones y medio de votos y el 40 % total de la votación, dándole el derecho de pasar a la segunda vuelta electoral.
Gustavo Petro triunfó en segunda vuelta electoral con más de once millones de votos y el 50.44 % de la votación, frente al 47.31 % de su rival Rodolfo Hernández Suárez. Petro también se convirtió en el candidato presidencial con mayor número de votos obtenidos en la historia de Colombia, y varios analistas políticos lo consideran como el primer presidente de izquierda del país.

## Primeros años y educación

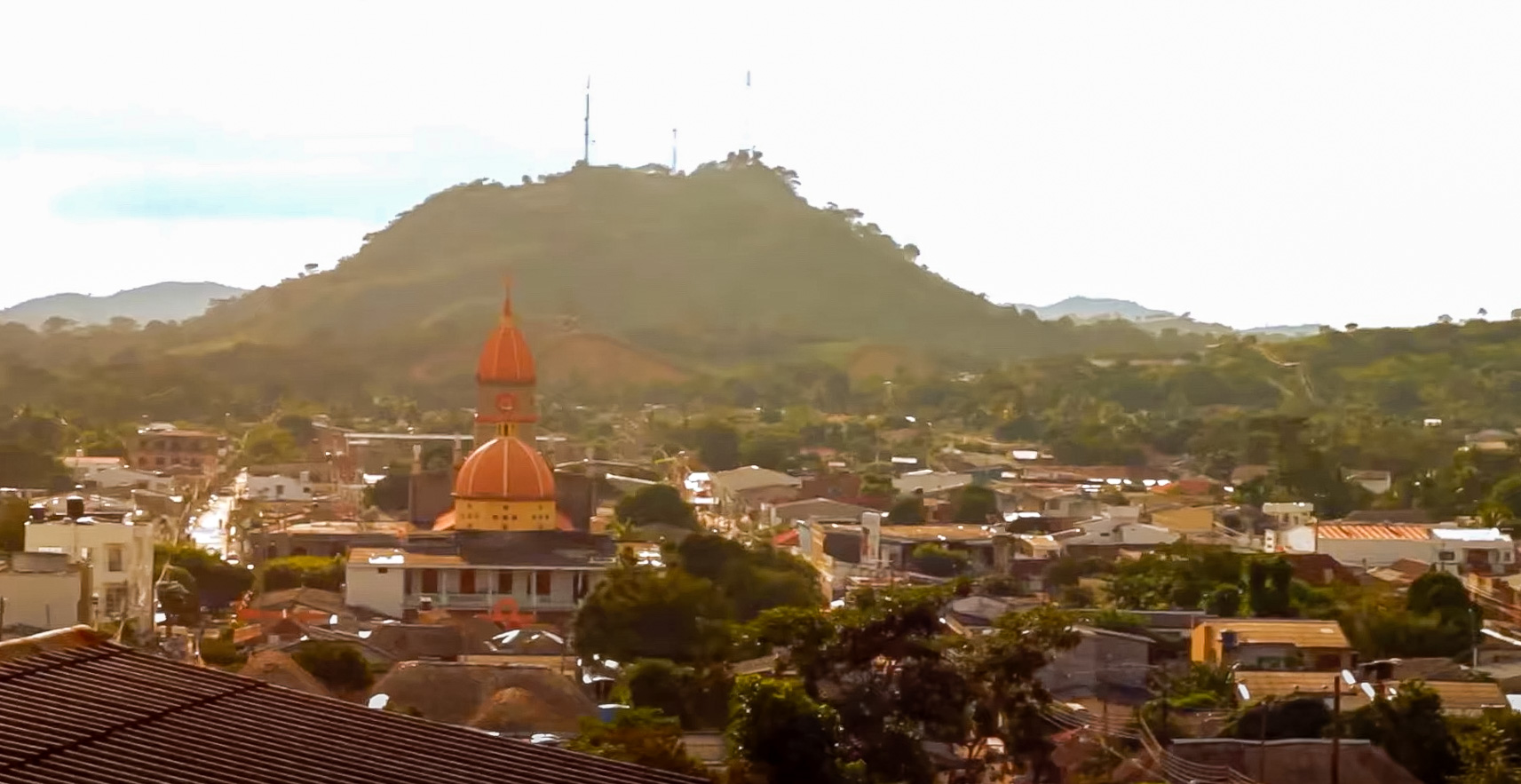
Ciénaga de Oro, municipio de origen de Gustavo Petro.

Nació el 19 de abril de 1960 en Ciénaga de Oro (Córdoba), hijo del docente Gustavo Petro Sierra y Clara Nubia Urrego. Su bisabuelo paterno, Francesco Petro, migró desde el sur de Italia en 1870 al norte de Colombia,motivo por el cual posee la ciudadanía de ese país. Fue bautizado Gustavo Francisco en homenaje a su padre y su abuelo.
A los pocos meses de nacido, su familia se trasladó de Ciénaga de Oro a Bogotá, donde vivió hasta los 10 años de edad. Cuando cursaba segundo grado, su familia se trasladó a Zipaquirá; allí estudió en el Colegio de La Salle de Zipaquirá, donde fundó el periódico llamado Carta al Pueblo y un centro cultural al que nombró Gabriel García Márquez. Durante esa etapa, Petro empezó a reunirse con movimientos sindicalistas y obreros de Zipaquirá. Petro se graduó a los dieciséis años del Colegio Nacional San Juan Bautista de La Salle.
En 1977, Gustavo Petro inició sus estudios en la Facultad de Economía en la Universidad Externado de Colombia y recibió su grado profesional el 4 de noviembre de 1982. Posteriormente, fue elegido con la Alianza Nacional Popular (ANAPO) como personero en 1981 y concejal de Zipaquirá de 1984 a 1986.
Del 5 de agosto de 1990 al 19 de agosto de 1991, Gustavo Petro cursó y aprobó las asignaturas correspondientes a la Especialización en Administración Pública, Modalidad Semiescolarizado en la Escuela Superior de Administración Pública ESAP, la cual tenía la opción de acceder al diploma sin la presentación de tesis.  Luego, en 1992, empezó a estudiar en el programa de Maestría en Economía de la Pontificia Universidad Javeriana, pero suspendió sus estudios en 1994, ya que, tras desmovilizarse del grupo guerrillero M-19, fue nombrado por el gobierno de Ernesto Samper como agregado diplomático en Bruselas, Bélgica.  Durante su estancia en Bélgica realizó una especialización en Estudios de Desarrollo en la Universidad Católica de Lovaina.
En 1996, tras volver de Bélgica, retomó sus estudios de Maestría en la Pontificia Universidad Javeriana, pero aunque terminó materias, no se graduó. Él mismo asegura que fracasó en su intento de convencer a la universidad de admitir su investigación sobre Desarrollo y Medio Ambiente debido a diferencias en la visión académica de ambos. Después de eso, inició un programa de doctorado en la Universidad de Salamanca intermediado por la Universidad Jorge Tadeo Lozano (Utadeo), realizando los ciclos teóricos en 1996. Sin embargo, en 1998 fue elegido de nuevo Congresista de Colombia hasta 2010, por lo que no terminó este estudio.

## Militancia en la guerrilla Movimiento 19 de abril
Convencido de que la lucha guerrillera podía cambiar el sistema político y económico de Colombia, se unió a los 17 años al Movimiento 19 de Abril (M-19), un grupo guerrillero con una perspectiva bolivariana, socialdemócrata y nacionalista.Colombia se encontraba bajo un régimen de estado de sitio (que avalaba la vigente Constitución de 1886) tras el aparente fraude electoral que le dio la presidencia al candidato del frente nacional Misael Pastrana y dejó fuera a Gustavo Rojas Pinilla, y que motivó la fundación del grupo guerrillero Movimiento 19 de abril (M-19). Su alias fue «Aureliano», por el coronel Aureliano Buendía, personaje de la novela Cien años de soledad, del colombiano Gabriel García Márquez. En 1984, con el M-19 en tregua y en conversaciones de paz (Acuerdos de Corinto, Hobo y Medellín), y siendo él concejal de Zipaquirá, hizo pública su militancia en una manifestación en la plaza principal del municipio.
Con el M-19, lideró la toma de un terreno para albergar a 400 familias pobres que habían sido desplazadas a la fuerza por los grupos paramilitares, y luego contribuyó a la construcción de lo que sería el barrio Bolívar 83. Posteriormente pasó a la clandestinidad total y se hizo cercano a Carlos Pizarro, uno de los principales comandantes del M-19, e insistió con él en la necesidad de una solución política negociada al conflicto armado colombiano y el paso a una Asamblea Constituyente.
En octubre de 1985, la tregua cesó. Petro vivía en el barrio Bolívar 83 de Zipaquirá, y el 24 de octubre de 1985, aún en ejercicio de concejal y militante activo del M-19, fue capturado por el Ejército Nacional por porte ilegal de armas, para luego ser torturado durante diez días en los establos de la XIII Brigada y luego condenado por la justicia por conspiración, siendo trasladado a la Cárcel La Modelo de Bogotá.
En febrero de 1987, Petro fue liberado, y viajó a Santander y a Tolima, donde junto a otros militantes del M-19 como Carlos Pizarro Leongómez, participó en el proceso de paz entre el grupo y el Gobierno de Virgilio Barco. Como parte de la cúpula del M-19, y debido a la participación de dicho grupo en la toma del Palacio de Justicia, el Juzgado 30 de Instrucción Criminal Ambulante de Bogotá profirió en 1989 una resolución acusatoria en contra suya y de otros 25 comandantes del grupo por los delitos de rebelión, conspiración y porte de armas. Luego, se corroboró que, durante la toma al palacio, Petro estaba aún en cautiverio, y dicha acusación se anuló tras el proceso de paz realizado con el Gobierno de Barco.

## Trayectoria política
Siendo militante activo del grupo guerrillero M-19, fue personero de Zipaquirá en 1980 y llegó a ser concejal independiente de ese municipio entre 1984 y 1986. Junto a otros desmovilizados del proceso de paz, Petro fue cofundador del partido político Alianza Democrática M-19 (AD M-19), movimiento que participó en la Asamblea Nacional Constituyente de 1991 y que fue determinante para la redacción de la Constitución de 1991. Entre 1990 y 1991, fue asesor de la Gobernación de Cundinamarca, y con el apoyo del AD M-19 llegó a la Cámara de Representantes en 1991 por el departamento de Cundinamarca. En julio de 1994 se reunió con el teniente coronel Hugo Chávez, quien acababa de salir de la cárcel, para un evento sobre el pensamiento bolivariano en la Fundación Cultural Simón Rodríguez de Bogotá, dirigida por José Cuesta, asistente parlamentario de Petro.
En 1994, aspiró a ser reelegido en la Cámara, pero no alcanzó suficientes votos. Posteriormente, fue amenazado de muerte y decidió abandonar el país. Fue nombrado agregado diplomático en Bruselas por el Gobierno de Ernesto Samper, y viajó a Bélgica junto a su compañera de entonces, Mary Luz Herrán, junto a desmovilizados del M-19 que fueron nombrados en embajadas europeas. Petro renunció a este cargo en 1996. Tras su regreso a Colombia, en 1997, fue candidato de la Alianza Democrática M-19 a la alcaldía de Bogotá, obtuvo 7000 votos, el 0,56 % de la votación, y ocupó el octavo puesto en los comicios que ganaría Enrique Peñalosa.
En 1998 aspiró, junto con Antonio Navarro Wolff, a la Cámara de Representantes nuevamente, esta vez en la circunscripción de Bogotá y por el Movimiento Vía Alterna, que había fundado junto con otros exmilitantes de la AD M-19. En esta oportunidad, logró regresar a la Cámara de Representantes como segundo renglón de la lista encabezada por Navarro. En las elecciones de 2002, aspiró de nuevo a esta corporación, obtuvo la más alta votación. Durante su investidura, Petro denunció la presunta infiltración paramilitar en la Fiscalía General de la Nación durante la gestión de Luis Camilo Osorio. Tras estas denuncias, se conocieron serios indicios de un atentado contra su vida de parte del paramilitar Carlos Castaño. Por dicho motivo, Petro se exilió en la ciudad de Washington D. C., por un periodo de tres meses, donde consiguió que la Corte IDH dictara medidas cautelares al Estado colombiano para exigir la protección de su vida. Igualmente se reunió con varios congresistas del Partido Demócrata, en particular con el senador Edward Kennedy, quienes se comprometieron a dar seguimiento al caso.

### Polo Democrático Alternativo
En Vía Alterna conformaría una coalición electoral junto con el Frente Social y Político para las elecciones de 2002, que se consolidaría luego como el partido Polo Democrático Independiente (PDI). A partir de 2005, el PDI se uniría con Alternativa Democrática para conformar el Polo Democrático Alternativo (PDA), movimiento que agrupó a los diferentes matices de la izquierda colombiana.

#### Senador
En 2006, Petro fue elegido senador de la república con la tercera votación más alta del país. Durante ese año, destapó el escándalo de la llamada parapolítica, que demostraba vínculos de políticos con grupos paramilitares, hecho que lo llevó a ser elegido como el personaje político del año. A finales de 2007, realizó también el debate sobre la FARC-política, que relacionaba a algunos políticos con la guerrilla de las Fuerzas Armadas Revolucionarias de Colombia (FARC-EP), denunciando casos como el del representante Luis Fernando Almario, quien fue detenido meses después.
Durante su militancia en el PDA, tuvo algunas diferencias con Carlos Gaviria Díaz, expresidente de la colectividad, ya que, según Petro, los comunicados que emitía el Polo no eran lo suficientemente contundentes a la hora de rechazar las acciones de las FARC-EP, afirmación que rechazó Carlos Gaviria. En el 2008, impulsó una divergencia partidista a través de la «lista 19» para las elecciones al segundo Congreso de Unidad Nacional del Polo, apoyada por miembros del partido de un línea progresista dispuesta a hacer alianzas con sectores de centro. La «lista 19» se consagró como la segunda lista más votada del país con 59 389 votos.

#### Oposición al gobierno de Álvaro Uribe Vélez
Como senador, Petro fue parte de la oposición al gobierno del expresidente Álvaro Uribe, a quien señaló de tener nexos con el paramilitarismo. En 2005 en la cámara de representantes, Petro reveló que la campaña presidencial de Uribe en 2002 había recibido apoyo económico de Enilse López, conocida como la Gata, condenada posteriormente por nexos con las Autodefensas Unidas de Colombia.
El 17 de abril de 2007 llevó a cabo un debate sobre las CONVIVIR y el desarrollo del paramilitarismo en Antioquia en la plenaria del Congreso. Durante el debate, también cuestionó la actuación del entonces presidente, Álvaro Uribe Vélez, frente al fenómeno cuando era gobernador de ese departamento. Presentó una fotografía del hermano del presidente, Santiago Uribe, en la que aparece junto al narcotraficante Fabio Ochoa.
Petro continuó su investigación recabando pruebas y exponiendo evidencias durante varios debates en el Congreso.

### Primera candidatura presidencial en 2010

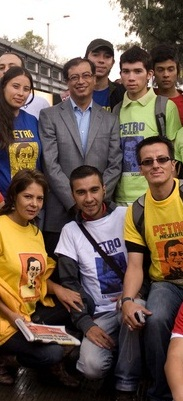
Campaña de 2010.

En 2008, anunció su interés en ser candidato presidencial para 2010. Se distanció de las decisiones oficiales de su partido y lideró junto con Lucho Garzón y María Emma Mejía una divergencia ideológica al interior del Polo Democrático Alternativo. 
El 27 de septiembre de 2009 se llevaron a cabo las elecciones internas para elegir al candidato del Polo para las elecciones presidenciales de 2010. En ellas Petro salió vencedor, superando a Carlos Gaviria.
En las elecciones presidenciales llevadas a cabo el 30 de mayo, Petro, cuya fórmula vicepresidencial fue Clara López, alcanzó un total de 1 331 267 votos, que representaban un 9,1 % de la votación total, lo que lo ubicó en la cuarta posición. En estas elecciones fue elegido presidente Juan Manuel Santos.
El 24 de junio de 2010, cuatro días después de las elecciones presidenciales, Petro se reunió, por iniciativa propia, con el presidente electo para iniciar diálogos sobre la tierra, las víctimas y el agua.

#### Salida del Polo Democrático Alternativo

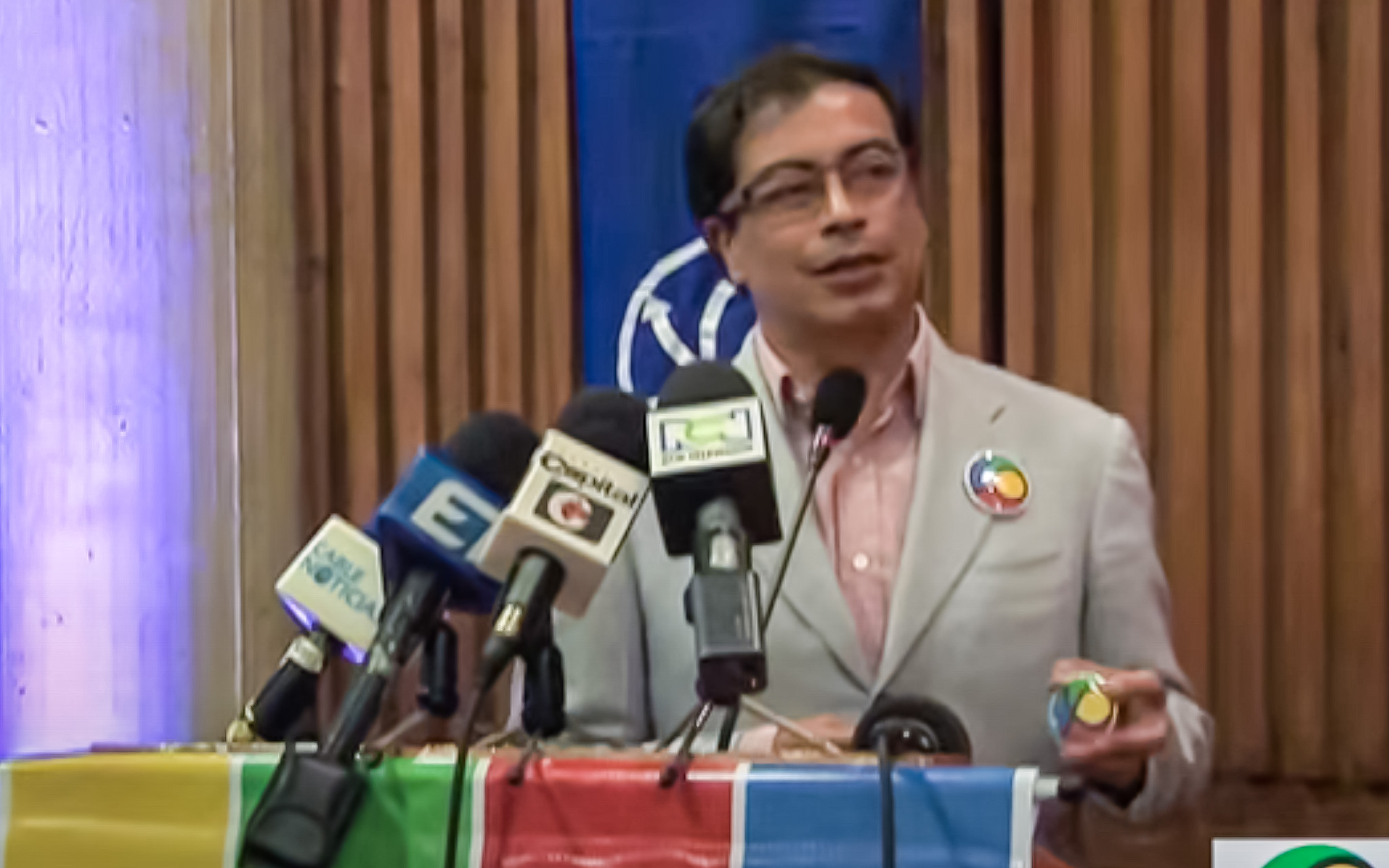
Petro durante la inauguración del movimiento Progresistas en marzo de 2011.

El 2 de agosto de 2010, en reunión del Comité Ejecutivo Nacional de la colectividad, con base en la votación obtenida, quiso ser presidente del partido. Sin embargo, por decisión de la mayoría en la mesa directiva, fue ratificada en el cargo Clara López Obregón, Petro logró el respaldo de siete miembros del Comité, mientras López alcanzó algo más de veinticinco.
Las diferencias entre Petro y las directivas del partido se exacerbaron por la iniciativa que tuvo Gustavo Petro de establecer contacto con el Gobierno de Santos, diferencia que incidió en su salida del PDA. Durante la administración de un miembro del partido, Samuel Moreno en la alcaldía de Bogotá, hubo un sinnúmero de irregularidades con la adjudicación de contratos que Petro denunció e investigó férreamente, y que luego fueron conocidas como El carrusel de la contratación. 
Tras este hecho, que él mismo señaló como uno de los casos de corrupción más graves del país, sale del PDA y conforma su propio movimiento político denominado Movimiento Progresistas, con el que se lanzó a la alcaldía de Bogotá en las elecciones de 2011.

### Alcalde de Bogotá (2012-2015)

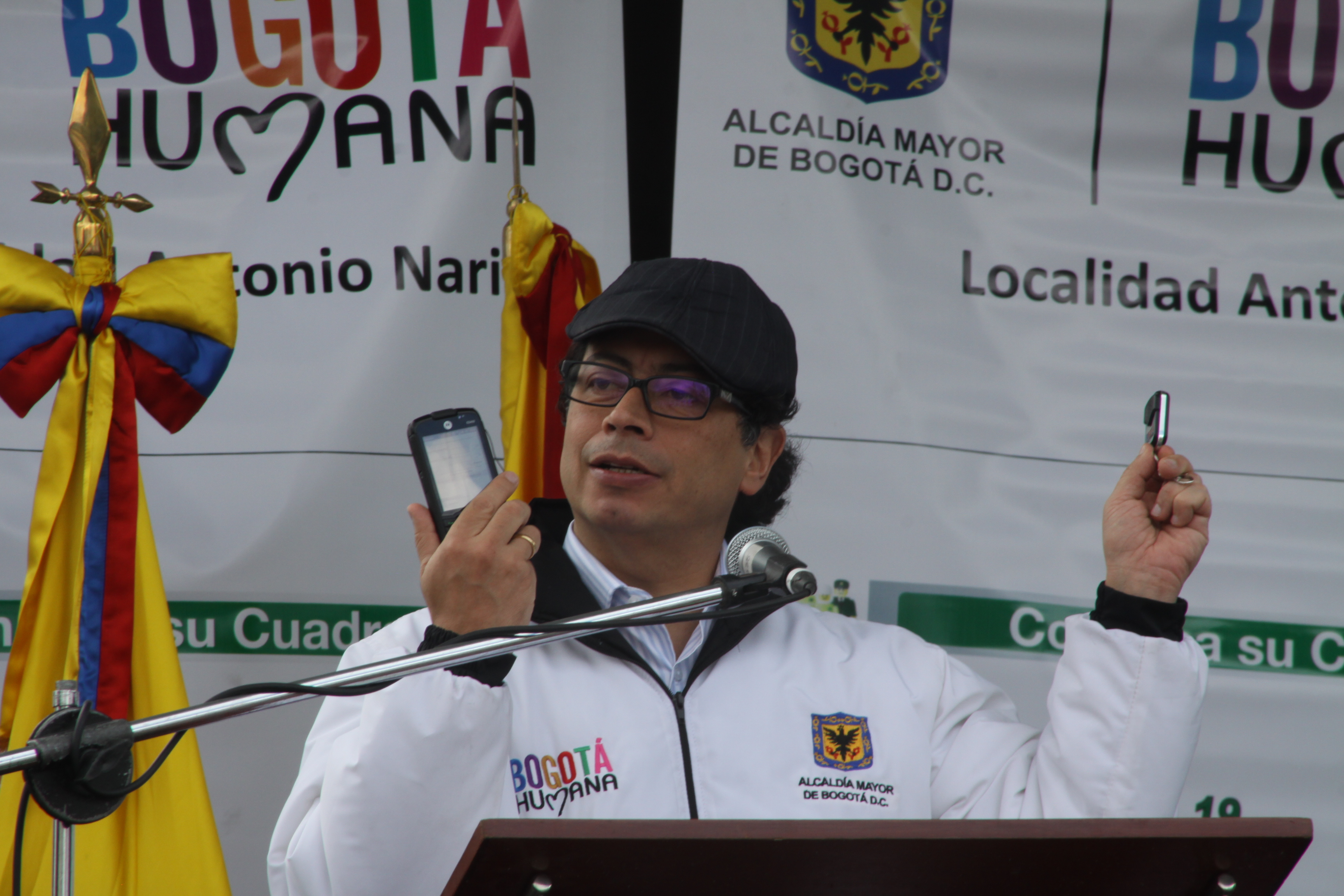
El alcalde Petro en 2012.

#### Candidatura

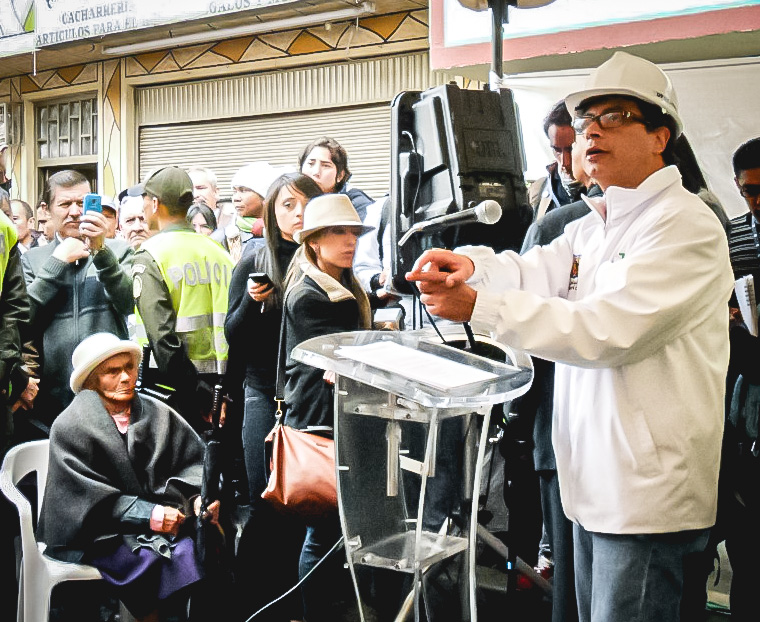
Petro junto a un grupo de ciudadanos durante su paso por la alcaldía de Bogotá.

Tras su salida del Polo Democrático Alternativo (PDA), Petro constituyó, mediante recolección de firmas, el Movimiento Progresistas y participó como candidato oficial en las elecciones locales de Bogotá de 2011.
El programa de su movimiento Bogotá Humana era luchar contra la pobreza y la desigualdad a través de políticas públicas para los más pobres, proteger el medio ambiente y luchar contra el cambio climático, reforzar la participación ciudadana en la toma de decisiones y luchar contra la corrupción estructural. Sin embargo, su programa no es bien recibido por las clases dirigentes tradicionales; incluso antes de su toma de posesión, varios medios de comunicación pedían su dimisión.
Algunos analistas políticos manifestaron que su inscripción eventualmente podría ser declarada nula, en aplicación del artículo segundo de la ley estatutaria que da forma a la reforma política aprobada en 2009, con la que el candidato podría incurrir en doble militancia por presentarse en representación de otro movimiento político. A menos de un año de haber renunciado al PDA, Petro manifestó que este hecho «no (…) afectaría su candidatura puesto que cuando renunció al PDA no ocupaba allí ningún cargo directivo».
Gustavo Petro logró el 32,22 % de los votos para la alcaldía de Bogotá el 30 de octubre del 2011, superando a sus contendientes Enrique Peñalosa que obtuvo el 24,98 % de los votos y Gina Parody que logró 16,76 %.

#### Administración
Las políticas sociales y la mejora de los servicios públicos aceleraron la reducción de la pobreza; durante su gobierno casi medio millón de personas salieron de la pobreza. La mortalidad infantil disminuyó y la tasa de homicidios alcanzó un mínimo histórico. Esto es el resultado de una combinación de políticas públicas (suministro mínimo de agua potable para cada familia, programa de salud preventiva en los barrios pobres, jardines de infancia, refuerzo de la educación pública, centros juveniles de educación artística, tarifas de transporte preferenciales para los pobres).
Durante la administración de Petro se creó la Secretaría de la Mujer y se inauguró el Centro de Ciudadanía LGBTI. Asimismo, se crearon centros para el control natal y la atención de abortos en los casos permitidos por la ley.
En la gestión de Petro se adelantaron medidas como la prohibición al porte de armas de fuego, que llevaron a la reducción de la tasa de homicidios, alcanzando la cifra más baja de las últimas dos décadas. Sin embargo, se reportó un incremento significativo de los atracos y hurtos, acompañados de un aumento de la percepción de inseguridad. En su gobierno se realizaron diversas intervenciones por parte de la Policía en la calle de El Bronx, donde se realizaron incautaciones de droga y armas.
Estableció como política pública, en 2012, la ampliación del mínimo vital de agua potable consistente en 6 m³ para las viviendas de estrato 2, luego de que durante la alcaldía de Clara López se implementara con el estrato 1. En el gobierno de Petro se instituyó el programa Mi Vital, en reemplazo a los comedores comunitarios, el cual consiste en entregar un paquete alimentario o mercado, a cambio del almuerzo que se daba en otras administraciones.
Petro también abrió 417 jardines distritales infantiles bajo un esquema de contratación distinto al que se venía llevando a cabo, que era el de casa vecinal administrada por madres comunitarias independientes.
Durante su administración se le realizó un debate de control interno en el Concejo, sobre la troncal de la Avenida Boyacá. 

##### Medio ambiente
Se propuso como política de gobierno conservar los humedales de Bogotá y planificar para la preservación del agua ante el calentamiento global. Acatando la orden de la Corte Constitucional, se inició el proceso de supresión de vehículos de tracción animal utilizados por los recicladores, algunos de los cuales les fueron entregados vehículos automotores y subsidios.
Durante su administración se dejó de arrendar la Plaza de Toros de Santamaría para corridas de toros, decisión que la Corte Constitucional declaró inconstitucional.

##### Salud pública
En materia de salud pública se crearon los Centros de Atención Móviles a Drogodependientes (CAMAD). Con estas medidas, se buscaba reducir la dependencia de los habitantes de calle en el sector y hacer seguimiento a los proveedores de estupefacientes sin estigmatizarlos ni criminalizarlos, por el contrario, brindándoles asistencia psicológica y médica. Este sistema motivó la investigación en Integración social, seguridad y generación de ingresos para estos grupos poblacionales. El entonces secretario distrital de salud, Mauricio Bustamante, reconoció este sistema como uno de los mayores esfuerzos de la Bogotá Humana por superar la discriminación hacia el habitante de calle.
Durante su administración, el distrito puso en funcionamiento dos consultorios de atención primaria en el Hospital San Juan de Dios, cerrado en el 2001. El alcalde prometió que destinaría recursos para comprar los terrenos del Hospital y reabrir uno de los edificios del complejo. El proyecto permaneció suspendido debido a que la Gobernación de Cundinamarca retrasó la venta de los predios. El día 11 de febrero de 2015, como alcalde mayor de Bogotá, finalmente se oficializó el acto protocolario de reapertura del Complejo Hospitalario San Juan de Dios luego de que el distrito comprase el Hospital con miras a reabrirlo.

##### Transporte
En el gobierno de Petro se inició la aplicación del Sistema Integrado de Transporte Público (SITP), inaugurado a mediados de 2012. También se crearon subsidios pagados por el distrito para reducir las tarifas de TransMilenio. Además, desde principios de 2014, comenzó a entregar un subsidio especial para la población afiliada al SISBEN 1 y 2 de 40 % del valor del pasaje, que cubre 21 pasajes del Sistema Integrado de Transporte Público (SITP) o la troncal de TransMilenio de las avenidas décima y veintiséis, y para lo cual invirtió 138 000 millones de pesos. Como todo subsidio, requiere de un sistema de inscripción en una base de datos para ser debidamente asignado.
La construcción del metro subterráneo de Bogotá fue una de sus principales propuestas. La administración de Petro dejó los estudios de detalle de la infraestructura del metro subterráneo que concluyeron a finales de 2014. Los planes del metro subterráneo contratados por la Alcaldía de Petro fueron suspendidos por su sucesor Enrique Peñalosa.
En 2013 y 2015, se planteó la necesidad aumentar el precio del pasaje de TransMilenio en aproximadamente doscientos pesos para garantizar su viabilidad financiera. En 2015, se vio la necesidad de solicitar a la Secretaría de Hacienda una partida para el sostenimiento del SITP y Transmilenio.

##### Gestión de basuras

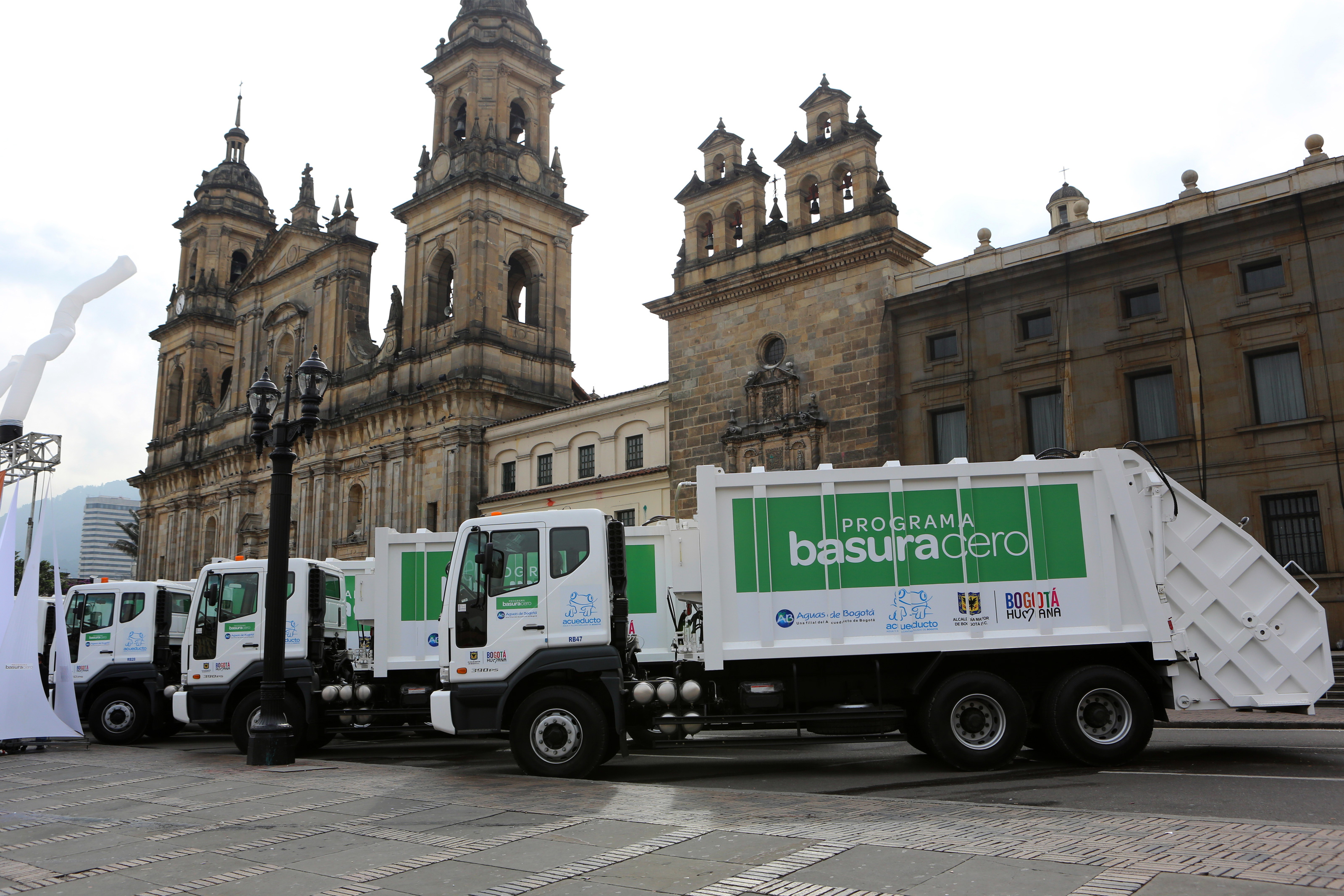
Flota Basura Cero.

Durante su administración, la cual ordenaba la regularización del trabajo de los recicladores, se implementó un modelo de recolección de basuras de la ciudad. De esta manera, una empresa del distrito, Aguas de Bogotá, recolectaba toda la basura de la ciudad, decisión que se tomó con la emisión del Decreto 564 de 2012. Implementado el decreto, se puso en funcionamiento el sistema de recolección de basuras desde el 18 de diciembre de 2012, iniciando la formalización del trabajo de los recicladores y reemplazando casi tres mil vehículos de tracción animal, conocidos como «zorras» por automotores.
Los días 18, 19 y 20 de diciembre de 2012, durante la transición al nuevo sistema, debido a un mal manejo por parte del operador designado, se dejaron de recoger cerca de 10 000 toneladas de basura en la ciudad, por lo que para solucionar la crisis, se optó por un sistema mixto en el cual se le entregó a los operadores privados el 36,95 % de la operación de basuras y se importaron camiones compactadores desde Estados Unidos. Debido a problemas con la importación de los compactadores, el distrito se vio en la necesidad de adquirir 479 volquetas para la recolección de basuras.
Por los anteriores motivos, funcionarios y entidades recibieron multas que años más tarde fueron suspendidas por el Concejo de Estado que encontró que se había emitido de manera irregular. Inicialmente la Superintendencia de Industria y Comercio multó a la Empresa de Acueducto y a la Unidad Administrativa Especial de Servicios Públicos y por estos hechos la Contraloría de Bogotá multó a su vez al alcalde Petro y ocho funcionarios de la alcaldía. Petro fue inicialmente multado con mil doscientos millones de pesos, sin embargo en el año 2021 el Consejo de Estado suspendió dicha multa declarando que «la Contraloría Distrital de Bogotá configuró la violación a los principios del debido proceso y de legalidad».
En 2016, la Corte Constitucional dejó en firme la decisión de la superintendencia de revocar el nuevo modelo de basuras. Sin embargo, también le ordenó al distrito mantener la afiliación de los recicladores como se venía haciendo.
Una investigación de la fiscalía concluyó que el alcalde no incurrió en ningún delito al momento de cambiar el esquema de contratación. La fiscalía además investigaría a los procuradores delegados que afirmaron, sin ningún criterio científico riguroso, que el cambio de modelo había causado contaminación ambiental.

#### Referendo de revocatoria
El representante a la Cámara por Bogotá, perteneciente al Partido de la U, Miguel Gómez Martínez radicó, el 2 de enero de 2013, una petición para iniciar un proceso de revocatoria del mandato del alcalde Gustavo Petro.
El 18 de abril de 2013, los promotores de la revocatoria presentaron un total de 630 623 firmas en apoyo al proceso, de las cuales 357 250 fueron reconocidas como válidas por la Registraduría Nacional del Estado Civil.

#### Destitución, restitución provisional y absolución

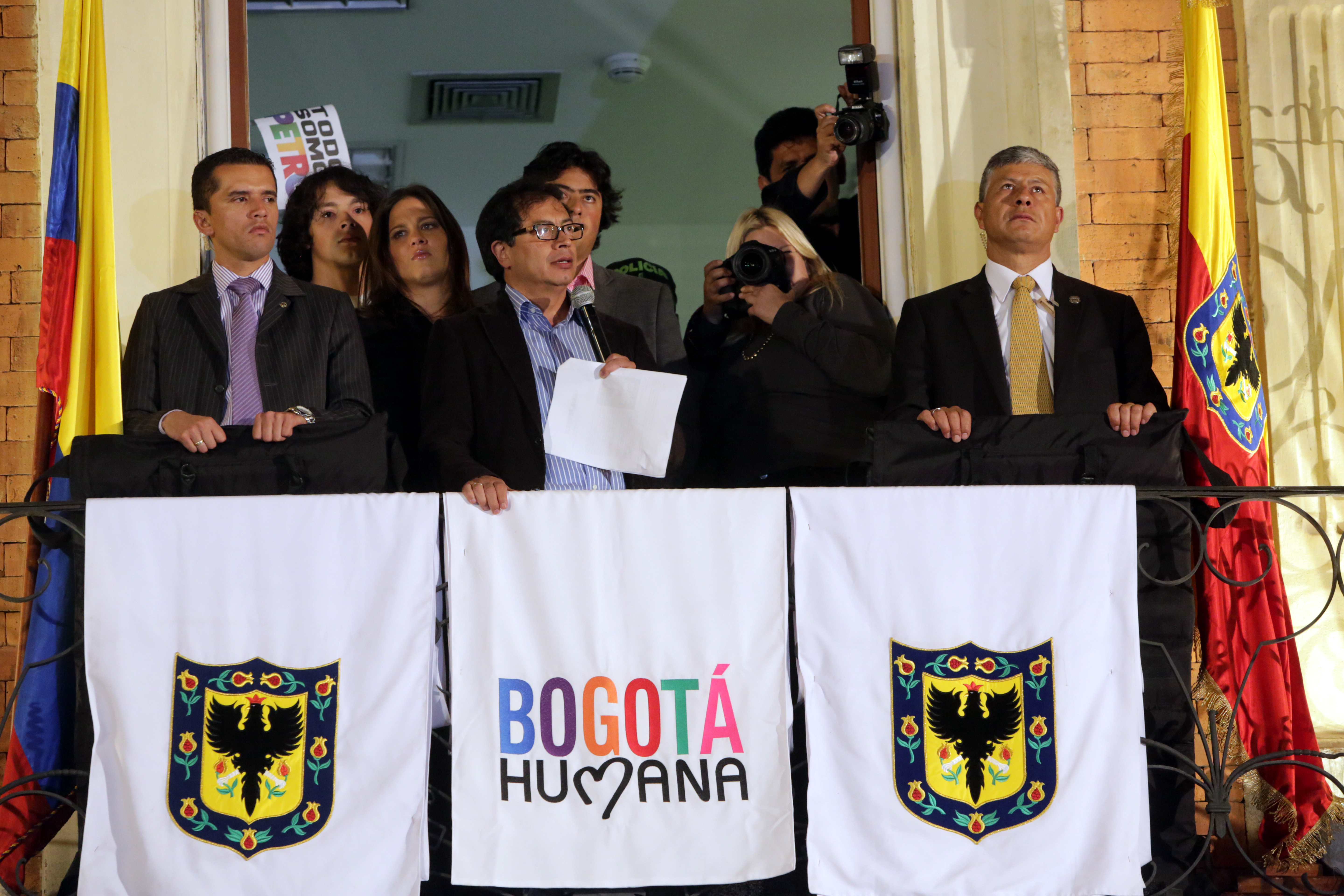
Petro desde el balcón del Palacio de Liévano dirigiéndose a los manifestantes que lo apoyaban.

El 9 de diciembre de 2013, la Procuraduría General de la Nación resolvió destituirlo como alcalde mayor de Bogotá, e inhabilitarlo por quince años para ejercer cargos públicos por haber afectado la salud pública debido a la crisis de basuras que se presentó en la capital los días 18, 19 y 20 de diciembre de 2012.
Petro interpuso recursos ante el Tribunal Superior de Cundinamarca y a la CIDH, entes los cuales concedieron medidas cautelares a favor de Petro. A pesar de lo anterior, el Consejo de Estado revocó la sentencia del Tribunal el 14 de enero de 2014. Después, el presidente de la república rechazó la sentencia del tribunal y decretó la destitución el 19 de marzo de 2014. Se nombró a Rafael Pardo como sustituto en calidad de alcalde encargado. No obstante, el 22 de abril de 2014, el Tribunal Superior de Bogotá ordenó al presidente de la república acatar las medidas cautelares proferidas por la Comisión, por lo cual Petro fue restituido al cargo tras treinta y cinco días de destitución.
El 15 de noviembre de 2017, el Consejo de Estado revocó la decisión de la Procuraduría por considerar que no había utilizado criterios técnicos para tomar la decisión de destitución, y ordenó a la procuraduría que indemnizara a Petro pagándole los salarios que dejó de percibir motivo de la destitución, indexados. Asimismo, el Consejo de Estado exhortó al Estado colombiano a que implementara «las reformas a que haya lugar, dirigidas a poner en plena vigencia los preceptos normativos contenidos en el artículo 23 de la Convención Americana sobre Derechos Humanos».

### Segunda candidatura presidencial en 2018

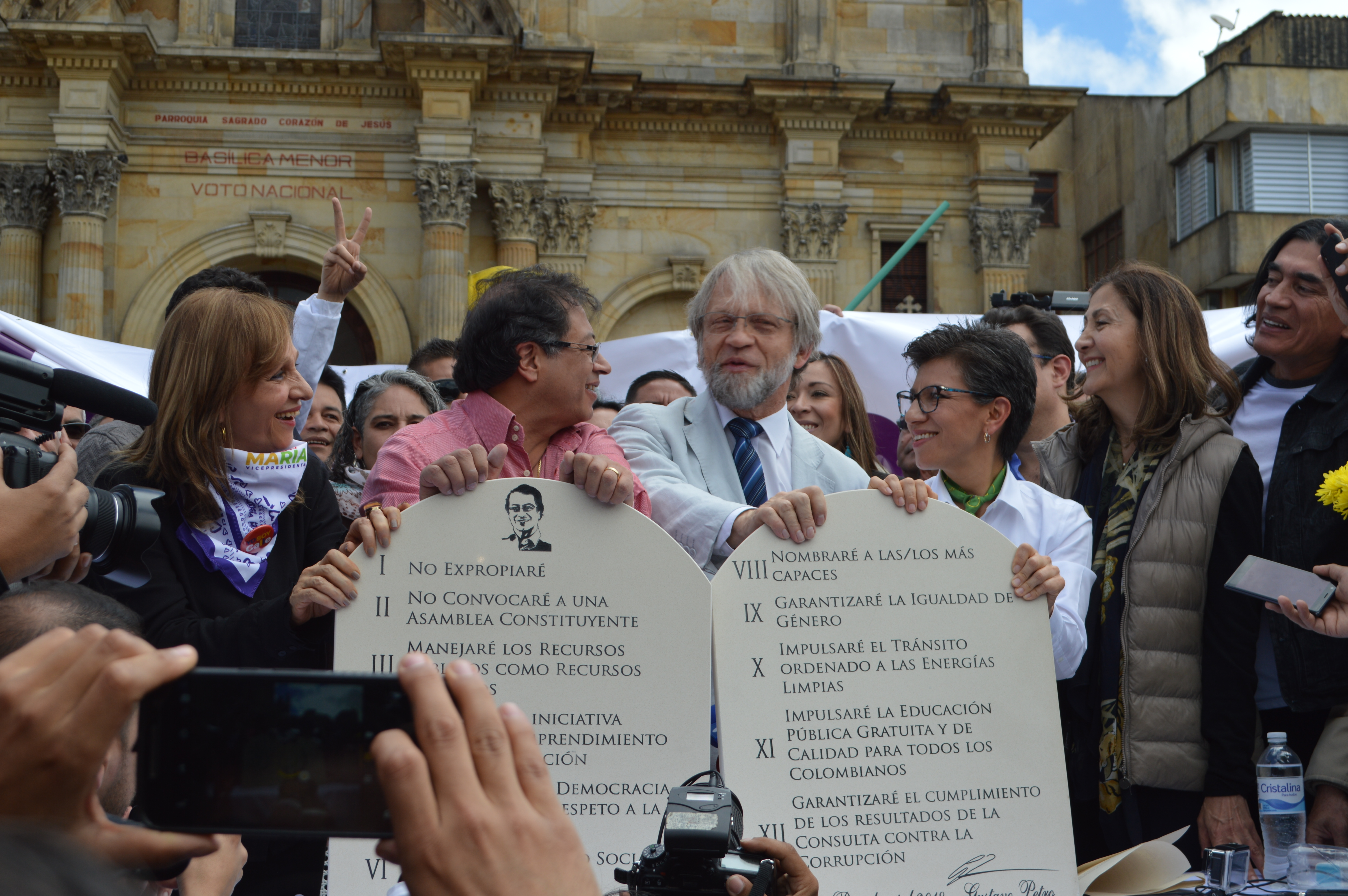
Antanas Mockus y Claudia López anunciando su apoyo por Gustavo Petro para la segunda vuelta presidencial de Colombia, que se llevó a cabo el domingo 17 de junio de 2018.

Durante la campaña presidencial de 2018, el entonces candidato Iván Duque señaló a Gustavo Petro de ser partidario del "castrochavismo", declarando que «no permitiremos que Colombia se vuelva como Venezuela» y que él «sería infeliz siendo gobernado por Gustavo Petro».
Asimismo, varios integrantes del Centro Democrático afirmaron que su labor política estará enfocada en «vencer la amenaza de la izquierda, y combatir la miseria que trae el socialismo del siglo XXI a Colombia». Afirmando que la posible llegada al poder de Petro llevaría a que Colombia se convierta en una «segunda Venezuela». Petro intentó desligarse de esta imagen, y aunque en su momento alabó la propuesta de «cambio pacífico» que representó Hugo Chávez para América Latina, rechazó que este planteara que la redistribución de la renta petrolera fuese socialismo y afirmó que «la riqueza nace de economías productivas y modernas». En este sentido, Petro declaró que en Venezuela «quieren seguir viviendo de exportar petróleo y acabar la vida en el planeta, son fuerzas de la muerte, así se llamen izquierdistas». Petro enfatizó en una política de industrialización y modernización agraria, pero que la misma también se desligue de las dinámicas del carbón y el petróleo, además de pasar del «feudalismo», en el que según él se encontraba el país, hacia al desarrollo de un «capitalismo democrático». También dijo que defendería de forma amplia la distribución de la propiedad privada:
En estas elecciones su principal contrincante fue Iván Duque Márquez, contra quien perdió tanto en primera como en segunda vuelta.
Tras los resultados de las elecciones presidenciales de 2018, gracias a la nueva ley de "estatuto de oposición", Petro adquirió el derecho a ocupar una curul en el Senado para el período 2018-2022. Durante estos años organizó una coalición política con diferentes movimientos sociales y políticos principalmente con énfasis en la inclusión de líderes sociales, pueblos indígenas y afrocolombianos e invitando también a sectores tradicionales de la política colombiana, dicha coalición recibió el nombre de Pacto Histórico.

### Tercera candidatura presidencial en 2022

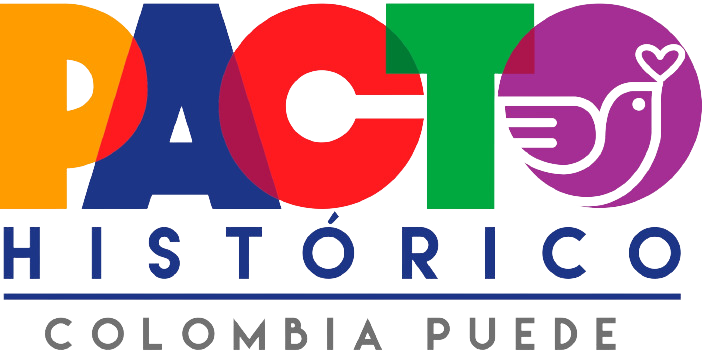
Logo de la Coalición Pacto Histórico.

A finales de 2021, Petro se presentó como precandidato por los partidos Colombia Humana y Unión Patriótica, que integraban la coalición. Compitió en consulta interna con los precandidatos Francia Márquez, líder social afrocolombiana avalada por el Polo Democrático Alternativo; Camilo Romero, exalcalde de la ciudad de Pasto del Partido Alianza Verde; Arelis Uriana, líder indígena del MAIS, y Alfredo Saade avalado por ADA. Igualmente, Petro impulsó dentro de la coalición la conformación de una lista cerrada y paritaria o «cremallera» (igual número de mujeres y hombres) y que permitiera a la coalición tener un número importante de congresistas que facilitara las mayorías parlamentarias.
Durante las elecciones legislativas del 13 de marzo de 2022, cuando se realizaron también las consultas interpartidistas, Petro fue electo como candidato del Pacto Histórico, con resultados previsibles y una votación de casi cinco millones de votos. Tras dichos resultados, nombró a la activista ambiental Francia Márquez como su fórmula a la vicepresidencia. Igualmente la lista cerrada de la coalición fue la más votada en el Senado.

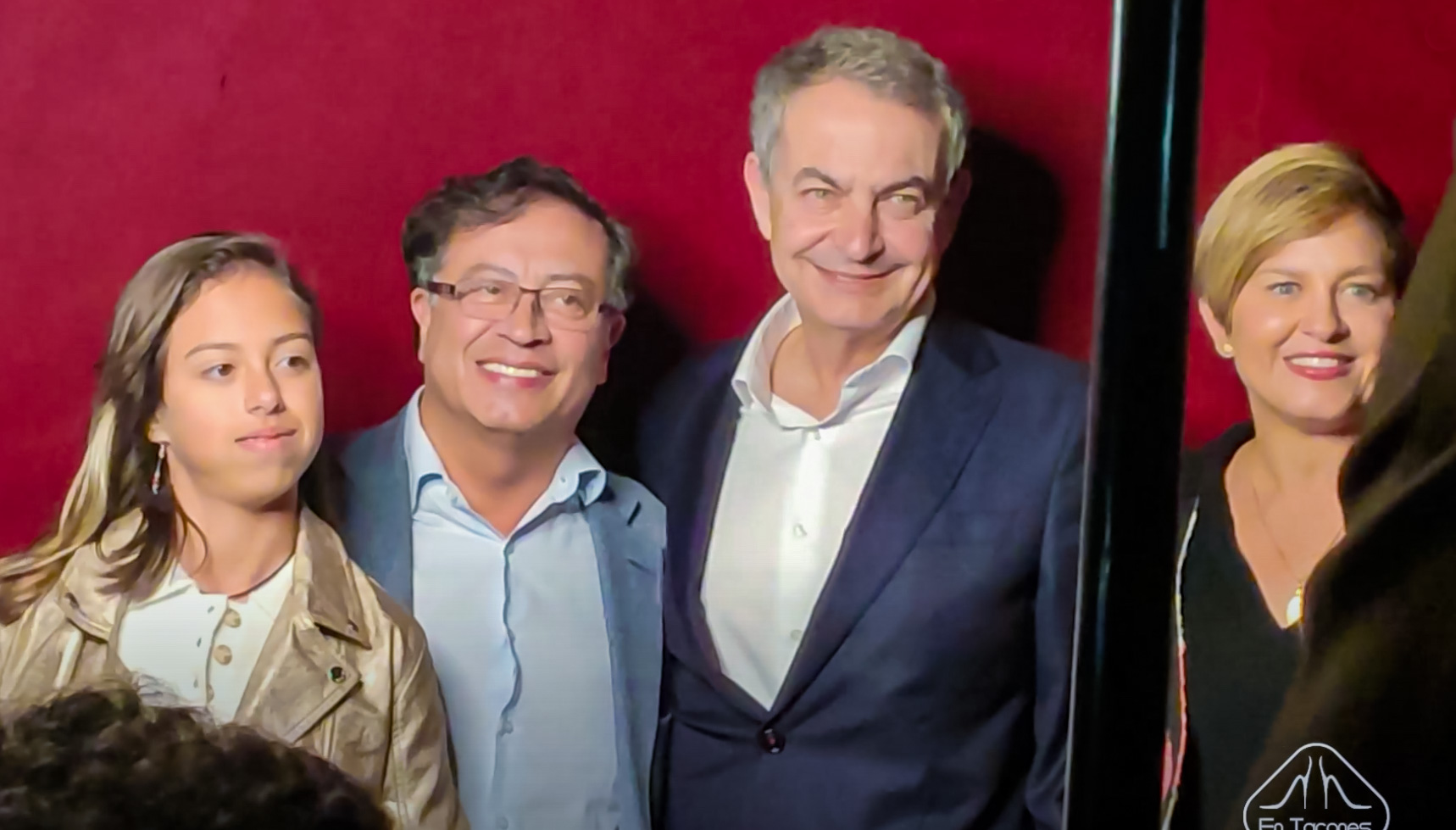
Petro con su familia y Rodríguez Zapatero expresidente del gobierno de España durante una visita en Bogotá en mayo de 2022.

Dentro de sus propuestas se encuentran la transición hacia un sistema de pensiones mayoritariamente público, un sistema de salud público y universal en reemplazo de las EPS, la implementación de un mínimo vital de internet dirigido a hogares en condiciones de vulnerabilidad socioeconómica, la reducción gradual de uso de energías no renovables como el petróleo y el carbón en favor de las renovables. Una reforma agraria que incluya el aumento de los impuestos a tierras improductivas o latifundios con el objetivo de que el propietario haga uso del terreno para producir o lo disponga para la venta a un particular que los explote o reciba una oferta de compra del mismo Estado que buscaría titular la tierra a los campesinos para que la exploten, dando prioridad a las mujeres campesinas. Además, ha visto viable la legalización de la marihuana y su exportación como fuente de riquezas nacional, aunque lo último no lo ha hecho parte de su programa de gobierno oficialmente.
Desde muy temprano, Petro se mostró en las encuestas como el candidato favorito para ganar las elecciones. En mayo de 2022, alcanzaba 40 % de intención de voto en las encuestas y su campaña se enfocaba en ganar las elecciones en la primera vuelta para lo cual necesitaría más del 50 % de los votos.
Durante la campaña Petro ha recibido el apoyo de figuras políticas internacionales como el expresidente uruguayo Pepe Mujica y el expresidente del gobierno español José Luis Rodríguez Zapatero.
En las elecciones celebradas el 29 de mayo de 2022, obtuvo el primer lugar con más de ocho millones y medio de votos siendo históricamente la más alta votación de un candidato en primera vuelta y en particular de un candidato de izquierda. Sin embargo, algunos analistas vieron el inesperado ascenso del empresario Rodolfo Hernández de la Liga Gobernantes Anticorrupción, con quien Petro disputaría la segunda vuelta, como una seria amenaza a su candidatura que hasta ese momento parecía no tener rival, debido a que Hernández podría reunir votos tanto de la derecha como votos de opinión, gracias al estilo populista y su discurso antisistema.
El 19 de junio de 2022, Gustavo Petro resultaría electo como nuevo presidente de Colombia, tras obtener más de once millones de votos y vencer a Hernández en una apretada segunda vuelta. Petro se convirtió en el cuarto presidente nacido en la región Caribe, el último desde José María Campo Serrano.

## Presidencia

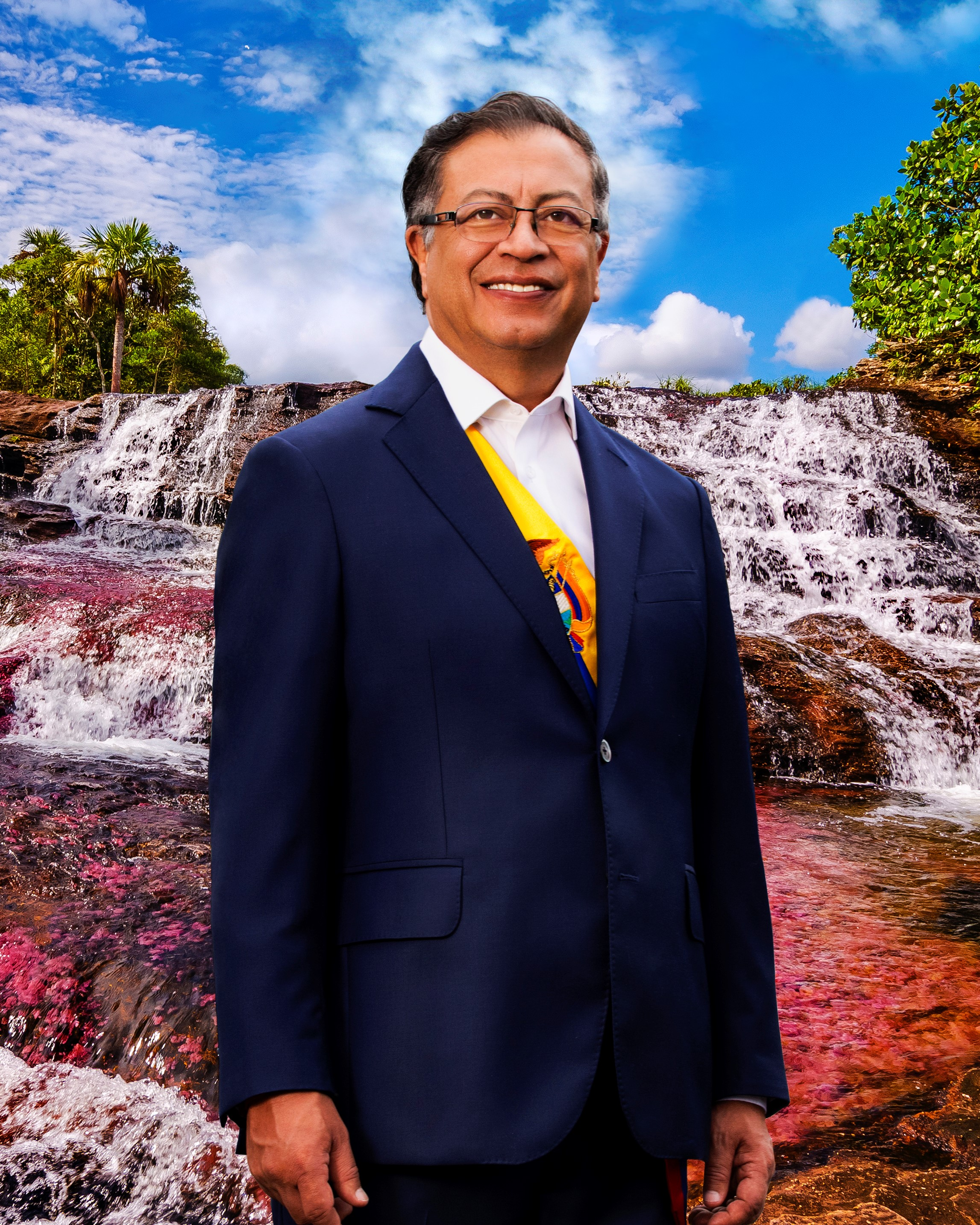
Retrato oficial de Gustavo Petro, como Presidente de la República de Colombia.

La posesión de Petro como presidente de Colombia se dio constitucionalmente el 7 de agosto de 2022.
Una vez instaurado el gobierno y con el fin de cumplir las promesas de campaña, los diferentes ministerios adelantaron propuestas de proyectos de ley para que sean debatidas en el congreso en los diferentes sectores como la reforma tributaria que busca recaudar 25 billones de pesos adicionales para cumplir con las metas de los programas sociales, la reforma agraria, de salud, la transición energética entre otras.

### Gabinete
Petro conformó un gabinete ministerial paritario conformado por actores políticos de orígenes diversos en lo que llamó «Acuerdo Nacional». En dicho gabinete, además de integrantes del Pacto Histórico y de otros sectores de centro y centro izquierda, también tuvieron representación política el Partido Liberal, el Partido Conservador y el Partido de la U, con el fin de lograr el respaldo de dichas colectividades en el legislativo y lograr aprobar las principales reformas prometidas por el gobierno.

## Visiones ideológicas y políticas

### Derechos civiles
Petro ha manifestado su respaldo al matrimonio y adopción de parejas del mismo sexo y reivindicación de los derechos LGBTIQ+ desde su campaña presidencial en 2010, siendo el único candidato en respaldarlo en aquella época, ya que entonces era impopular hacerlo.
En relación con la paridad de género, desde el congreso y en los cargos de alcalde y presidente, Petro ha buscado aumentar la participación de las mujeres en los cargos de gobierno. Al iniciar su mandato en la alcaldía de Bogotá en 2012, nombró en seis de las doce secretarías a mujeres logrando un gabinete paritario, y durante su mandato creó la secretaría de la mujer. En el año 2021, en las listas al congreso del Pacto Histórico implementó las listas cerradas y cremallera (hombre-mujer), buscando que se eligiera por primera vez en una lista mayoritaria al congreso de Colombia el mismo número de hombres que de mujeres. En 2020 algunos sectores feministas como el de su exfórmula vicepresidencial Ángela Robledo criticaron a Petro por respaldar la candidatura de Hollman Morris a la alcaldía de Bogotá después de que la exesposa del entonces concejal lo acusara de maltrato psicológico. Una vez electo presidente en el año 2022, Petro también implementó un gabinete de ministros paritario compuesto en 50% por mujeres aunque la ley de cuotas solo exige el 30%.
Es partidario de la legalización de las drogas, en particular por las dificultades que la criminalización de los cultivos de hoja de coca trae para el conflicto interno colombiano. Ha sido partidario de la prevención del consumo y el tratamiento del adicto como enfermo y no como criminal. Durante su paso por la alcaldía de Bogotá creó centros de consumo controlado para drogadictos.
Está en contra del porte de armas por parte de civiles y como presidente ha manifestado su intención de restringirlo aun más.

### Ambientalismo
Durante su carrera política Gustavo Petro ha promovido una agenda ambientalista enfocada en la transición energética, la protección de la Amazonía y la lucha contra la crisis climática. Como alcalde de Bogotá (2012-2015), impulsó políticas de movilidad sostenible y reciclaje, y como presidente ha abogado por reducir la dependencia de los combustibles fósiles y fomentar energías limpias. Sin embargo, sus críticos señalan que, cuestionan la viabilidad económica de la transición energética, dado que el petróleo y el carbón representan más del 50% de las exportaciones del país. A pesar de estos desafíos, Petro sigue impulsando su visión de un modelo económico más sostenible y ha llevando su discurso ambiental a foros internacionales como la ONU y la COP.

### Relaciones exteriores
Ha mantenido una posición ambigua sobre la Venezuela de Hugo Chávez y Nicolás Maduro. Aunque no ha denunciado las violaciones de derechos humanos ni ha señalado a Nicolás Maduro como dictador, como sí hizo Iván Duque, tampoco ha mantenido un apoyo absoluto al estilo de Evo Morales.

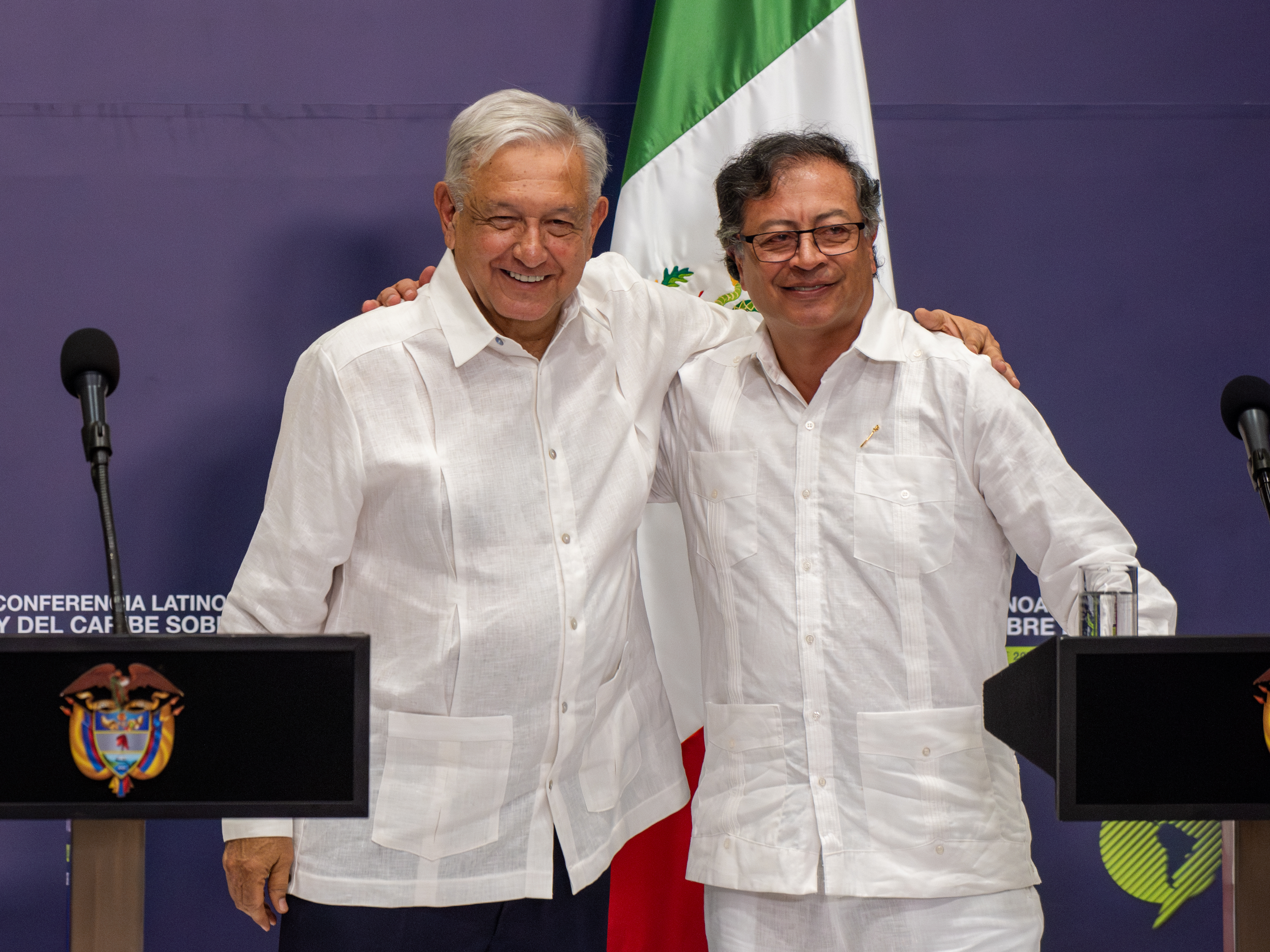
Gustavo Petro con Andrés Manuel López Obrador, presidente de México, en la clausura de la Conferencia Latinoamericana y del Caribe sobre Drogas en Cali, Colombia

Petro conoció a Chávez en 1994, en la Carrera Séptima de Bogotá, tras invitar a este último a venir a Colombia para conocer la nueva Constitución Política de 1991. En el Puente de Boyacá, ambos juraron "una integración bolivariana para América Latina".
Tras la muerte de Chávez en 2013, Petro afirmó que fue "un gran líder latinoamericano": "Viviste en los tiempos de Chávez y quizás pensaste que era un payaso. Te engañaste. Viviste los tiempos de un gran líder latinoamericano". También aseguró: "Así no les guste a muchos, Hugo Chávez será un hombre que recordará la historia de América Latina, sus críticos quedarán olvidados", "se fue un amigo y una esperanza".
En 2016, Petro ironizó sobre la crisis en Venezuela, año en que la escasez y la desnutrición eran rampantes, publicando en Twitter una foto de un supermercado con los estantes llenos y diciendo: "Entré a un supermercado en Caracas y miren lo que encontré. ¿Me habrá engañado RCN?". En una entrevista de 2018 en Al Punto, el periodista Jorge Ramos le preguntó a Petro si consideraba a Chávez un líder político, a lo que Petro respondió que creía que "fue elegido popularmente", pero que el autoritarismo en Venezuela con Maduro estaba acabando con todas las libertades.
En 2019, Petro se mostró contrario a una intervención militar estadounidense contra el régimen de Maduro, afirmando que: "sólo los venezolanos deben solucionar los problemas de Venezuela", "no es un golpe de estado aunado por extranjeros lo que brindará democracia a Venezuela", y que "lo que se desarrolla en Venezuela es una lucha frontal por el control de (sic) petróleo". En 2020, Petro especuló que si Colombia restablecía las relaciones diplomáticas, rotas por Maduro, y vendía alimentos a Venezuela, la inmigración venezolana cesaría.
En respuesta al ataque de Maduro en febrero de 2022 a él y al presidente de Chile, Gabriel Boric, así como al presidente de Perú, Pedro Castillo, calificándolos de "izquierda cobarde" que ataca a la revolución bolivariana, Petro respondió en redes sociales diciendo: "le sugiero a Maduro que deje sus insultos. Cobardes los que no abrazan la democracia”, y agregó: "saque a Venezuela del petróleo, llévela a la más profunda democracia, si debe dar un paso al costado, hágalo".
Tras los resultados de la segunda vuelta de las elecciones presidenciales de 2022 en Colombia, Maduro fue uno de los primeros en felicitar a Petro tras su victoria, diciendo: "Felicito a Gustavo Petro y a Francia Márquez, por la histórica victoria en las elecciones presidenciales en Colombia. Se escuchó la voluntad del pueblo colombiano, que salió a defender el camino de la democracia y la paz. Nuevos tiempos se avizoran para este hermano país".
En una entrevista con la Revista Semana, Petro señaló que solo reconocería a Nicolás Maduro como mandatario venezolano, y que Juan Guaidó, reconocido como presidente por Estados Unidos, es un mandatario "inexistente", que no tiene control en Venezuela. Guaidó reprochó que Petro reconociera como presidente de Venezuela a Maduro, declarando en una rueda de prensa: "hubiese esperado que su primera decisión no hubiese sido acercarse a quien hoy ampara el terrorismo mundial en Venezuela".
Colombia y Venezuela restablecieron sus relaciones diplomáticas el 11 de agosto de 2022.
En octubre de 2022, Petro aseguró, sin ofrecer más detalles, que el flujo migratorio en la frontera había cambiado, y que ahora eran más los migrantes que regresaban a Venezuela que los que salían de ese país.
El 1 de noviembre de 2022, Petro y Maduro celebraron en Caracas su primera reunión bilateral desde que se restablecieron las relaciones diplomáticas entre Colombia y Venezuela, en la cual conversaron ampliamente sobre la relaciones comerciales, económicas y los nuevos pasos hacia una apertura total y asegurada de la frontera entre ambos países, así como la seguridad y el funcionamiento de la misma.
El 1 de marzo de 2023, durante un evento público, Petro criticó a su homólogo salvadoreño, Nayib Bukele, por la estrategia de seguridad implementada en el país centroamericano que ha llevado a más de 60 000 personas a la cárcel y la inauguración del llamado Centro de Confinamiento del Terrorismo (CECOT). Tras ver las imágenes difundidas por Bukele, Petro dijo: «El campo de concentración lleno de jóvenes da escalofrío. A muchos les gusta eso».

## Vida personal
Es padre de seis hijos: Nicolás, de su relación con Katia Burgos; Andrés y Andrea, de su relación con Mary Luz Herrán, excombatiente del M-19; Sofía y Antonella, de su relación con su actual esposa, Verónica Alcocer, quien a su vez tiene un hijo de una relación anterior llamado Nicolás, adoptado por Petro en el mes de septiembre de 2022.
Petro desciende por vía paterna de Francesco Petro, inmigrante italiano que llegó al norte del departamento de Córdoba a finales del siglo XIX. Por este mismo lazo familiar es primo segundo del cantante y compositor popular Noel Petro, apodado "el Burro Mocho".

## Reconocimientos
En el año 2006, Gustavo Petro fue elegido por los lectores del diario El Tiempo como el personaje del año, por sus denuncias sobre la infiltración de paramilitares a organismos del Estado y los debates de la parapolítica.
En mayo de 2007, Petro recibió de parte del Instituto de Estudios Políticos, el premio de Derechos Humanos Letelier-Moffitt, por su lucha por los derechos humanos.
En agosto de 2011, Petro recibió de parte de las Comisiones de Ética del Senado de la República y la Cámara de Representantes, la Medalla Luis Carlos Galán Sarmiento, por su lucha contra la corrupción.
En septiembre de 2013, siendo alcalde de Bogotá, Petro recibió de la Asociación Defenzoores, conformada por la Universidad de Antioquia, la Fundación EPM y varias organizaciones animalistas, el premio como Defenzoor del Año en reconociendo por su trabajo en pro del bienestar de los animales. El mismo mes, recibió el Premio Mundial de Liderazgo Climático, otorgado a Bogotá por el Grupo de Liderazgo Climático C40 y la multinacional alemana Siemens.
En el 2018, fue galardonado como profesor honorario de la Universidad Nacional de Lanús, en Argentina, por su defensa de los derechos humanos y la paz.
En agosto de 2022, recibió las mayores condecoraciones que otorga el gobierno de la República de Colombia: la Orden de Boyacá en el grado de Gran Collar, la Orden de San Carlos en el grado de Gran Collar, la Orden Nacional al Mérito en el grado de Gran Cruz Extraordinaria y la Orden al Mérito Coronel Guillermo Fergusson.
En noviembre de 2022, recibió el reconocimiento como Huésped Distinguido de la Ciudad de México en su visita, por su trayectoria política.

## Controversias

### Destitución como alcalde mayor de Bogotá

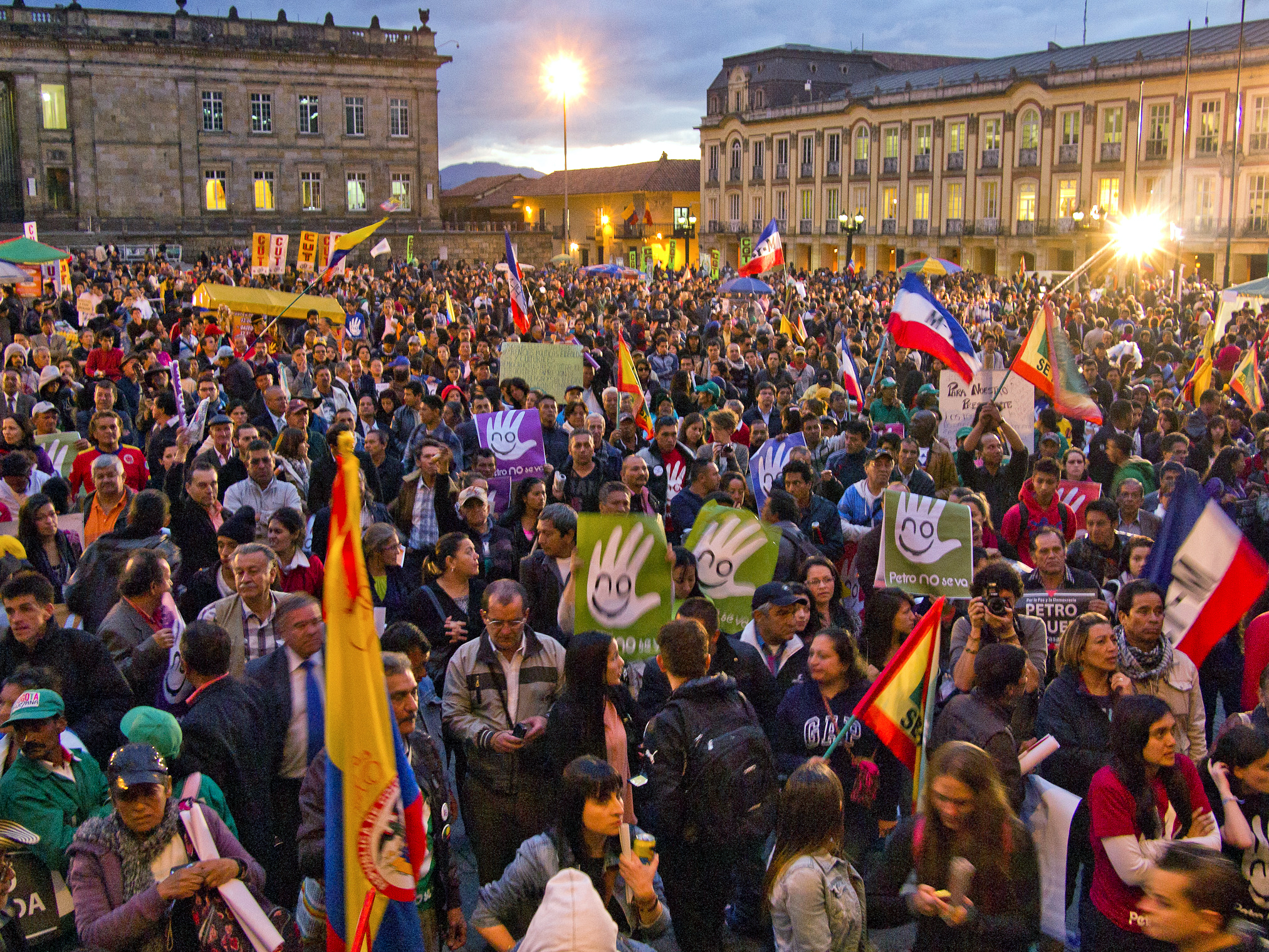
Manifestación en la plaza de Bolívar de Bogotá en contra de la destitución de Petro en 2014.

El 8 de diciembre de 2013 fue destituido de su cargo como alcalde mayor de Bogotá y fue inhabilitado por quince años, decisión tomada por Alejandro Ordóñez, procurador general de la nación en aquel entonces.
La Procuraduría determinó que el alcalde falló al implementar un nuevo modelo de recolección de basuras. El cual era innecesario, se organizó de manera improvisada y fue creado sin un permiso por parte de la ley[cita requerida]
El alcalde abandonó su cargo el 20 de marzo de 2014 y fue sucedido por el gobierno interino de Rafael Pardo que estuvo en dicho cargo hasta el 21 de abril de 2014, cuando fue nombrada María Mercedes Maldonado elegida de una terna enviada al presidente Santos por el grupo político de Petro y quien permaneció dos días en el cargo hasta que un fallo judicial ordenara a Santos la restitución de Petro el 23 de abril de 2014.

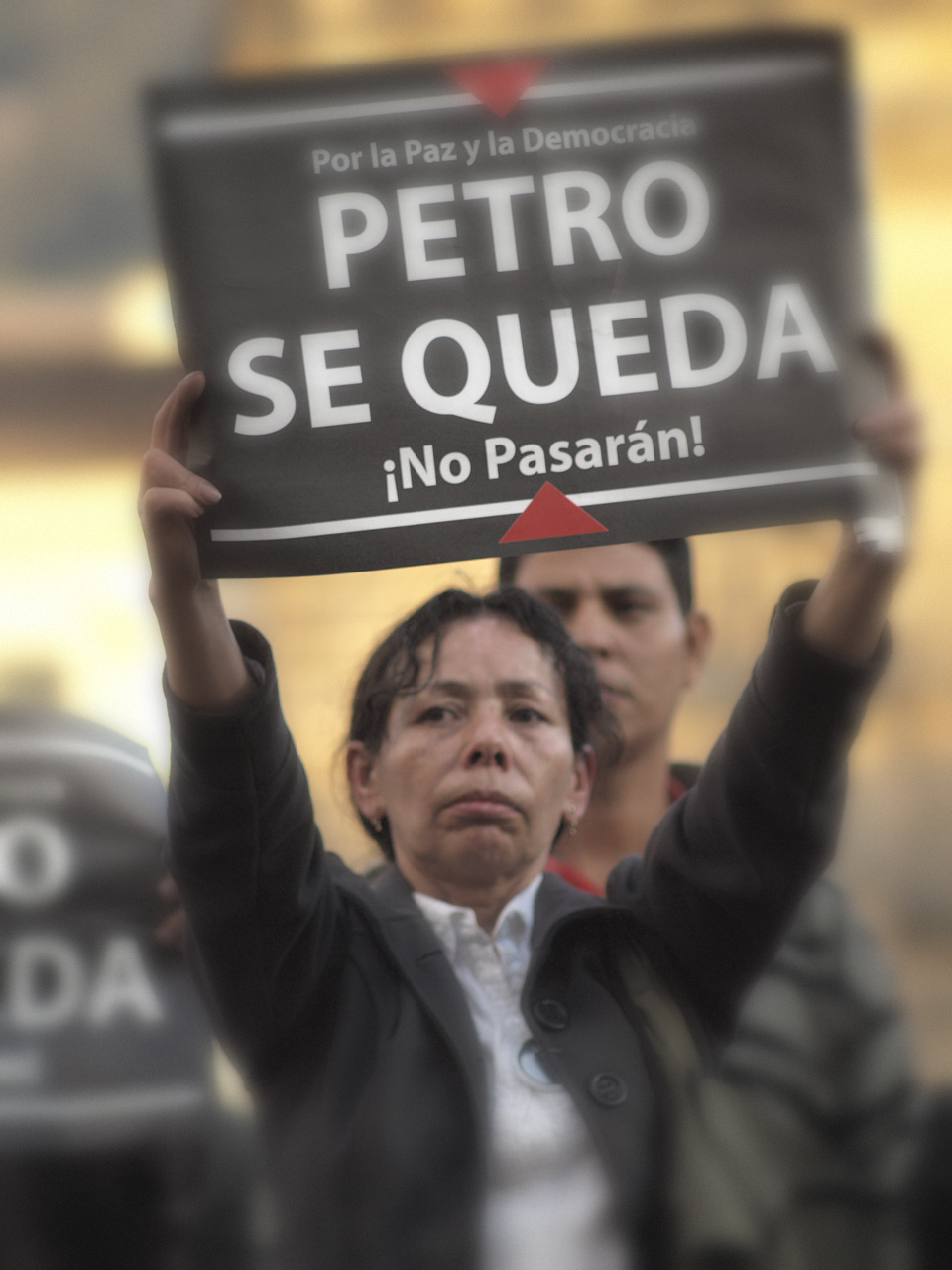
Manifestante a favor de Petro.

El modelo de Petro se basó en devolver la responsabilidad de la recolección de basuras al sector público en detrimento de los operadores privados, la decisión fue controvertida, ya que durante varios días las basuras se acumularon en los espacios públicos de la ciudad y según la procuraduría violó el principio de la libre competencia al dejar a cargo del servicio a entidades del distrito.[cita requerida]
Según Ordóñez, Petro sabía que sus decisiones eran irregulares y se arriesgó implementando ese modelo. El exalcalde argumentó que la revocatoria fue un golpe de Estado instaurado por la Procuraduría y le pidió a toda la ciudadanía movilizarse por la capital como símbolo de desacuerdo.
La decisión de la procuraduría fue criticada por varios políticos quienes la consideraron excesiva y exagerada, otros la consideraron legitima y defendieron al procurador. Finalmente, el Tribunal Superior de Bogotá falló a favor de la tutela interpuesta por Petro. En la que se alegaba que la destitución únicamente se podía legalizar por medio de un proceso de revocatoria de mandato, mediante una recolección de firmas. El 23 de abril de 2014, el presidente de la república, Juan Manuel Santos, anunció la restitución de Petro a su cargo como alcalde de Bogotá el cual culminó su mandato con normalidad el 31 de diciembre de 2015.

### Persecución y amenazas contra su vida
Gustavo Petro ha denunciado en diferentes ocasiones amenazas contra su vida y la de sus familiares, así como persecución de organismos de seguridad del Estado, motivadas según él por las denuncias que planteó en el Congreso. El 7 de mayo de 2007, el Ejército confirmó la detención de dos suboficiales de inteligencia, capturados días antes merodeando en la casa de la familia de Petro en el municipio de Tenjo, Cundinamarca, por la policía local.
En octubre de 2008, Petro denunció con pruebas documentales que funcionarios del Departamento Administrativo de Seguridad (DAS) habían ordenado hacer seguimientos ilegales contra los miembros del Polo Democrático incluido él, por ser opositores del gobierno de Álvaro Uribe. Por este hecho, María del Pilar Hurtado, renunció siendo posteriormente juzgada, condenada y extraditada a Colombia luego de escapar a Panamá.
Recibió amenazas de muerte del grupo paramilitar Águilas Negras en 2020.

### Veracidad de su hoja académica
En abril de 2016, una investigación del periódico El Espectador concluyó que tres de los títulos académicos que Gustavo Petro presentaba en su hoja de vida eran falsos, pues no había alcanzado el grado de especialista en Administración Pública, ni de magíster en Economía, como tampoco de doctor (PhD) en Nuevas Tendencias de Dirección de Empresas que presentaba en su hoja de vida. El propio Gustavo Petro confirmó la veracidad de tal investigación, en una columna que realizó en el mismo medio, contestando el artículo que refería sus títulos falsos, si bien explicó que en el caso de su especialización, había finalizado las materias pero no había realizado tesis ni había optado por otra modalidad de grado, arguyendo que «quería simplemente estudiar la especialización», frente a sus estudios de maestría, igualmente confirmó que había finalizado materias, sin acceder a titulación por cuanto no fue posible llegar a un acuerdo con la Pontificia Universidad Javeriana frente al tema de su tesis de grado, razón por la cual no la terminó haciendo y frente a su supuesto doctorado, confirmó que solo realizó los estudios referentes al ciclo teórico, sin desarrollar investigación alguna, limitándose a asistir a los semestres que se dictaron en Colombia, sin viajar a España, donde se dictaban los semestres finales del programa. La defensa de Petro reitera que, si bien su hoja de vida tenía inconsistencias como la de Enrique Peñalosa, él sí había iniciado estudios terciarios (doctorado) aunque no los hubiera finalizado, por lo que sus casos no eran comparables.
El escándalo adquirió relevancia una vez se difundió un video en el cual el propio Gustavo Petro decía contar con un título de doctor en una entrevista con Yamid Amat. El propio Petro matizó la situación señalando que la afirmación fue un lapsus que se dio al intentar defenderse de los cuestionamientos frente a su experiencia como administrador y que, si bien no tenía el título de doctor, sí había realizado el ciclo teórico (primeros semestres) de un doctorado.

### Religión
En 2018, en una reunión política en Magangué en la que se refería a temas diferentes a la religión (el desplazamiento forzado de miles de campesinos de la zona a mano de los grupos paramilitares), Petro dijo la frase: «Finalmente, si Dios existe, y ojalá exista, eso no tiene perdón», lo que causó que un portal de internet lo acusara de ser ateo. Los verificadores de hechos calificaron tales acusaciones como falsas. Cuando se le preguntó por sus creencias, Petro respondió que tiene formación católica, porque el colegio en el que estudió era regido por curas lasallistas, y que allí conoció la teología de la liberación, que, en sus palabras, es "la opción preferencial por los pobres, desde una visión muy cristiana". También reveló que, a pesar de su formación católica, no va a misa ni es "rezandero", porque para él eso es más apariencia y lo suyo es "el compromiso".

### Grabación en la que recibe fajos de billetes
El 27 de noviembre de 2018, en medio de un debate de control político sobre el caso Odebrecht, citado por Petro y otros miembros de la oposición y en el que había sido llamado a responder el entonces fiscal, Néstor Humberto Martínez, por sus presuntos nexos con la multinacional brasilera, la senadora de la bancada de Gobierno Paloma Valencia reveló en su intervención un video en el cual aparecía Gustavo Petro recibiendo veinte millones de pesos (cerca de cinco mil dólares), en billetes de baja denominación, por parte de Juan Carlos Montes, exfuncionario de la Alcaldía de Bogotá en su gobierno. Según el senador el video fue grabado en el 2005 y fue extraído ilegalmente de la casa de Montes, acusando al entonces fiscal Martínez de participar en dicha operación. Explicó que dicho dinero provenía del arquitecto Simón Vélez a quien se le solicitó un préstamo. Igualmente criticó el hecho de que se presentara el video inicialmente sin audio y que la fecha de origen fue mucho antes de lo que la senadora Paloma Valencia argumentaba.
En una entrevista para Caracol Radio, el arquitecto Vélez aseguró nunca haber prestado dinero a nombre de la campaña de Gustavo Petro para la presidencia de 2010, pero aclaró que si le ayudó buscando aportantes para sus campañas.
Para febrero de 2021, el CNE archivó la investigación, que en su momento fue adelantada por la Fiscalía y la Corte Suprema de Justicia, impugnando el hecho de las fechas de video. La ley solo permite investigar supuestas irregularidades ocurridas en los últimos tres años. Además de ello los magistrados de la Corte consideraron que no existen motivos para dudar de la declaración que dio Montes a la Fiscalía sobre la época de los hechos. En dicha audiencia, Montes comentó que se trataba de aproximadamente veinte millones de pesos que correspondían a la suma de pequeños aportes, incluyendo personas que donaban hasta cinco mil pesos, que él iba recogiendo para la campaña de Petro, del 2006, al Senado. Montes aseguró también que no había sido una grabación de manera oculta. Según Petro, el video se presentó en el debate de control político citado por la bancada de la oposición en contra del fiscal Martínez con el fin de desviar la atención alrededor de la participación de este en el escándalo de Odebrecht.

### Vacunación
El 30 de julio de 2021, Gustavo Petro afirmó, en un mensaje en la red social Twitter, que las vacunas no servían para la variante delta «según las primeras investigaciones», añadiendo: «Se propaga más rápido. Ya está en Colombia. El debate de salud debe reanimarse». El mensaje, o «trino», generó controversia en las redes sociales. Respondieron el ministro de Salud y Protección Social de Colombia, Fernando Ruiz Gómez, el exalcalde de Medellín Federico Gutiérrez y la congresista Catalina Ortiz Lalinde. La plataforma Twitter marcó el tuit de Petro como engañoso. Petro explicó en otro tuit el mismo día, tras las críticas, que quien había dicho que las vacunas no servían para esta variante, según los primeros estudios, había sido el principal epidemiólogo de Estados Unidos, el doctor Fauci. Al día siguiente, en un nuevo tuit, se retractó y aclaró que su trino previo sobre las vacunas y la variante delta podía «llevar a un engaño al lector desprevenido», rectificó que las «vacunas sí sirven para detener la muerte y la hospitalización», e invitó a «vacunarse ya». A su vez afirmó que dicho tuit le hizo perder entre cien mil y doscientos mil votos para las elecciones presidenciales de 2022. El 3 de agosto, recibió la segunda dosis de la vacuna de Pfizer contra el covid-19 e invitó una vez más a los colombianos a vacunarse: «Segunda dosis. Vacúnese ya. La delta ya llegó al país», dijo el senador.

### Lugar de nacimiento
Durante la campaña presidencial de 2022 se puso en duda su verdadero lugar de nacimiento. Gustavo Petro y su familia afirman que nació en Ciénaga de Oro, Córdoba. Sin embargo, algunos de sus opositores políticos del sector del uribismo y el excandidato Jorge Enrique Robledo revelaron un video que circuló en redes sociales donde, en una audiencia judicial, Petro dice que nació en Zipaquirá, Cundinamarca y posteriormente revelaron copias de documentos de identidad privados de Petro en los que dice que su lugar de nacimiento es Zipaquirá. Petro explicó en entrevista a varios medios de comunicación que su lugar de nacimiento fue efectivamente Ciénaga de Oro, de donde su padre es oriundo, pero que su familia se había trasladado a la ciudad de Bogotá cuando él era un bebé de pocos meses y que en Bogotá había sido criado hasta los 10 años de edad. Posteriormente, dijo, su familia se trasladó a Zipaquirá, lugar donde su mamá decidió registrarlo, pues su partida de bautismo se encontraba en Ciénaga de Oro, lugar en el que se le dificultaba desplazarse por la distancia, que, según dijo, para aquella época implicaba alrededor de 50 horas de trayecto en bus.